# Triaspis macropteron
Triaspis macropteron är en tvåhjärtbladig växtart. Triaspis macropteron ingår i släktet Triaspis och familjen Malpighiaceae.

## Underarter
Arten delas in i följande underarter:
- T. m. macropteron
- T. m. massaiensis